# Armi da fuoco portatili impiegate nella seconda guerra mondiale
Questa è una lista delle armi da fanteria impiegate dalle varie nazioni durante la Seconda guerra mondiale (1939-1945)
Per quelle armi catturate dai tedeschi la nomenclatura era assegnata seguendo un particolare manuale per cui alla sigla dell'arma venivano posti di seguito un numero (progressivo) e una lettera minuscola tra parentesi che indicasse il paese di provenienza dell'arma.
| Sigla  | Significato                                               |
| ------ | --------------------------------------------------------- |
| R      | Revolver (rivoltella)                                     |
| P      | Pistole (pistola)                                         |
| MP     | Maschinenpistole (pistola mitragliatrice)                 |
| G      | Gewehr (fucile)                                           |
| Sl-G   | Selbstlade-Gewehr (fucile semiautomatico)                 |
| K      | Karabiner (carabina)                                      |
| Sl-K   | Selbstlade-Karabiner (carabina semiautomatica)            |
| PzB    | Panzerbüchse (arma anticarro)                             |
| Sl-PzB | Selbstlade-PanzerBüchse (fucile anticarro semiautomatica) |
| RPzB   | RacketenPanzerBüchse (fucile anticarro a razzo)           |
| PzW    | PanzerWaffe (arma anticarro)                              |
| le-MG  | leichtes MaschinenGewehr (mitragliatrice leggera)         |
| s-MG   | schweres MaschinenGewehr (mitragliatrice pesante)         |

| Codice | Paese di provenienza         |
| ------ | ---------------------------- |
| (a)    | amerikanisch (Stati Uniti)   |
| (b)    | belgisch (Belgio)            |
| (d)    | dänisch (Danimarca)          |
| (e)    | englisch (Regno Unito)       |
| (f)    | französisch (Francia)        |
| (g)    | griechisch (Grecia)          |
| (h)    | holländisch (Paesi Bassi)    |
| (i)    | italienisch (Italia)         |
| (j)    | jugoslawisch (Jugoslavia)    |
| (n)    | norwegisch (Norvegia)        |
| (p)    | polnisch (Polonia)           |
| (r)    | russisch (Unione Sovietica)  |
| (t)    | tschechisch (Cecoslovacchia) |

## Commonwealth d'Australia
Pistole
- Webley Mk. VI
- Webley Mk. IV
- Enfield N°2 Mk. I

Fucili
- SMLE N°1 Mk. III

Pistole mitragliatrici
- Austen Submachine Gun
- Owen Machine Carbine
- M1928A1 Thompson

Mitragliatrici
- Lewis Gun
- Bren
- Vickers

Armi anticarro
- PIAT
- Rifle, Anti-Tank, .55 in, Boys

Granate
- Mills N°36M

## Regno del Belgio
Pistole
- Nagant M1895
- Browning Hi-Power
- FN Mle 1903
- FN Mle 1910
- FN Mle 1922

Fucili
- Mauser Mle 1889

Pistole mitragliatrici
- MP 28/II

Mitragliatrici
- FN Mle 1930 D (M1918 Browning Automatic Rifle)
- Hotchkiss Mle 1914
- MG 08
- MG 08/15

## Stati Uniti del Brasile
Pistole
- M1911
- M1917
- Luger P08

Fucili
- Mauser M1908 (copia del Gewehr 98)
- M1 Garand (U.S. Lend Lease)
- M1 Carbine (U.S. Lend Lease)
- M1903 Springfield (U.S. Lend Lease)

Pistole mitragliatrici
- M1A1 Thompson (U.S. Lend Lease)
- M3 Grease Gun (U.S. Lend Lease)
- M50 Reising (U.S. Lend Lease)
- MP 18/I

Mitragliatrici
- M1917 Browning (U.S. Lend Lease)
- M1918 Browning Automatic Rifle (U.S. Lend Lease)
- M1919 Browning (U.S. Lend Lease)
- M2 Browning (U.S. Lend Lease)
- Hotchkiss Mle 1914

Fucili a canna liscia
- Winchester M1897 (U.S. Lend Lease)
- Browning Auto-5 (U.S. Lend Lease)
- Ithaca 37 (U.S. Lend Lease)

## Bulgaria
Pistole
- Luger P08

Fucili
- Steyr-Mannlicher M1895
- Mauser Karabiner 98k

Pistole mitragliatrici
- ZK-383
- MP 34
- MP 40

Mitragliatrici
- Madsen M/24
- MG 08
- MG 30
- MG 34
- Schwarzlose M.07/12

## Dominion del Canada
Pistole
- M1911
- S&W Triple Lock
- Browning Hi-Power
- S&W M10 Victory
- Webley Mk. VI
- Enfield N°2 Mk. I
- Colt Police Positive

Submachine Guns
- Sten
- M50 Reising
- M1A1 Thompson

Fucili
- Pattern 1914 Enfield
- SMLE N°4 Mk. I
- Ross Mk. II**
- U.S. M1917 Enfield

Mitragliatrici
- Bren
- Lewis
- M1941 Johnson
- Vickers
- M1918 Browning Automatic Rifle
- M1919 Browning

Fucili a canna liscia
- Winchester M1897
- Ithaca 37

Granate
- Mills N°36M
- N°68 AT
- Mk. 2

## Prima Repubblica Slovacca
Pistole
- Pistole vz. 24
- Pistole vz. 22

Fucili
- ZB vz. 24
- Mauser Karabiner 98k

Mitragliatrici
- ZB vz. 26
- ZB vz. 30
- Schwarzlose MG.07/12

Mortai
- 8 cm minomet vz. 36

## Repubblica di Cina
Pistole
- Astra Model 900 (Mauser C96)
- Mauser C96
- Mauser M712
- Browning Hi-Power
- TT-33
- FN Mle 1900
- FN Mle 1922
- Nambu Type 14 (preda bellica)
- Nambu Type 94 (preda bellica)
- Nambu Type 26 (preda bellica)
- Luger P08
- M1903 Pocket Hammerless
- Nagant M1895
- M1911 (U.S. Lend Lease)
- M1917 (U.S. Lend Lease)

Fucili
- Type 24 (Gewher 98)
- Hanyang Type 88 (Gewehr 88)
- Mosin-Nagant M1891/30
- Mosin-Nagant M1938
- Mosin-Nagant M1944
- Mauser Karabiner 98k
- Gewehr 88
- Gewehr 98
- ZH-29
- ZB vz. 24
- SVT-40
- Arisaka Type 30 (preda bellica)
- Arisaka Type 38 (preda bellica)
- Arisaka Type 44 (preda bellica)
- Arisaka Type 99 (preda bellica)
- M1 Garand (U.S. Lend Lease)
- M1 Carbine (U.S. Lend Lease)
- Springfield M1903 (U.S. Lend Lease)
- SMLE N°4 Mk. I
- U.S. M1917 Enfield (U.S. Lend Lease)
- Fucile del Generale Liu
- Mondragón M1908

Pistole mitragliatrici
- MP 34
- MP 18/I
- M3 Grease Gun (U.S. Lend Lease)
- M1A1 Thompson (U.S. Lend Lease)
- Sten
- PPŠ-41
- PPS
- Type 100 (preda bellica)
- United Defense M42 (U.S. Lend Lease)

Fucili a canna liscia
- Winchester M1897 (U.S. Lend Lease)
- Winchester M12 (U.S. Lend Lease)
- Browning Auto-5 (U.S. Lend Lease)
- Ithaca 37 (U.S. Lend Lease)
- IZH-43 (U.S. Lend Lease)

Mitragliatrici
- M1918 Browning Automatic Rifle (U.S. Lend Lease)
- ZB vz. 26
- ZB vz. 30
- Bren
- Lahti-Saloranta M/26
- DP-28
- Type 11 (preda bellica)
- Type 96 (preda bellica)
- Type 99 (preda bellica)
- Hotchkiss Mle 1922
- Fusil-Mitrailleur Mle 1924 M29
- Madsen M/24
- M1919 Browning (U.S. Lend Lease)
- MG 34
- Type 3 (preda bellica)
- Type 24 (MG 08)
- Type 30 (M1917 Browning)
- PM M1910

Armi anticarro
- Rifle, Anti-Tank, .55 in, Boys
- PTRD-41
- Type 36 (M18 Recoilless Rifle)

Granate
- Type 23 (frammentazione)

## Cecoslovacchia
Pistole
- Pistole vz. 22
- ČZ vz. 27
- Pistole vz. 24

Fucili
- ZB vz. 24
- ZB vz. 33
- Steyr-Mannlicher M1895

Pistole mitragliatrici
- ZK-383

Mitragliatrici
- ZB vz. 26
- ZB vz. 30
- ZB-50
- ZB-53

## Stato Indipendente di Croazia
Pistole
- FN Mle 1922

Fucili
- Mauser Karabiner 98k
- ZB vz. 24

Pistole mitragliatrici
- M1A1 Thompson
- Erma EMP
- MP 40
- Suomi KP-31

Mitragliatrici
- Fiat-Revelli M1914
- ZB vz. 26
- MG 34
- MG 42

Mortai
- ML, 3 in, Stokes
- Brandt Mle 1927/31 (81 mm)
- 8 cm Granatwerfer 34
- 12 cm Granatwerfer 42

Granate
- Stielhandgranate M24 (frammentazione)
- Nebelhandgranate M24 (fumogeno)

Armi anticarro
- Panzerfaust
- RPzB 43

## Danimarca
Pistole
- Bergmann-Bayard M1910
- M1880/85

Fucili
- Gevär m/89
- Mauser Karabiner 98k
- Gevär m/96
- Ljungman Ag m/42

Pistole mitragliatrici
- Lettet-Forsøgs
- Sten

Mitragliatrici
- Madsen M/24
- Madsen M/29

Granate
- M.1923

## Repubblica di Finlandia
Pistole
- Browning Hi-Power
- FN Mle 1903
- FN Mle 1910
- FN Mle 1922
- Lahti L-35
- Luger P08
- Mauser C96
- Walther P38
- Nagant M1895 (preda bellica)
- Ruby M1914
- Pistole vz. 24
- TT-33 (preda bellica)
- Beretta Modello 1934
- Beretta Modello 1935

Fucili
- Mosin-Nagant M/39
- Mosin-Nagant M/28
- Mauser M/96
- Mauser Karabiner98k
- Carcano M91 (variante con lanciagranate)
- Winchester M1895

Pistole mitragliatrici
- Suomi KP-31
- PPD-40 (preda bellica)
- PPŠ-41 (preda bellica)
- MP 28/II
- MP 40

Mitragliatrici
- Fusil-Mitrailleur "Chauchat" Mle 1915 C.R.S.T. (uso antiaereo)
- Lahti-Saloranta M/26
- ZB vz. 26
- DP-27 (preda bellica)
- Kg m/40
- Madsen M/24
- MG 08

Armi anticarro 
- Lahti L-39
- 14 mm Pst Kiv/37 (Rifle, Anti-Tank, .55 in, Boys)
- Panzerschreck
- Panzerfaust
- Solothurn S-18/100

Granate
- M24 Stielhandgranate (frammentazione)

## Terza Repubblica di Francia
Pistole
- Mle 1892
- Mle 1873 Chamelot-Delvigne
- SACM M1935A
- Union

Fucili
- Berthier Mle 1892 M16
- Berthier Mle 1907/15
- MAS 36
- Lebel Mle 1886
- MAS 40 (prototipo)
- R.S.C. Mle 1917
- R.S.C. Mle 1918

Pistole mitragliatrici
- MAS 38
- Carabine-Mitrailleuse "Ribeyrolles" Mle 1918

Mitragliatrici
- Fusil-Mitrailleur Mle 1924 M29
- Hotchkiss Mle 1922
- Fusil-Mitrailleur "Chauchat" Mle 1915 C.R.S.T.
- Hotchkiss Mle 1914
- Mitrailleuse "Reibel" Mle 1931
- Mitrailleuse "Darne" Mle 1933

Granate
- F1
- OF 37
- VB (granata da fucile)

Mortai
- Brandt 60 mm Mle 35

## Terzo Reich
Pistole
- Walther P38
- Luger P08
- Walther PP
- Walther PPK
- Mauser HSc
- Dreyse M1907
- Mauser C96

Fucili
- Gewehr 88
- Mauser Gewehr 98
- Mauser Karabiner 98a
- Mauser Karabiner 98b
- Mauser Karabiner 98k
- G 41
- G 43
- Volkssturmgewehr 1-5

Pistole mitragliatrici
- MP 18/I
- MP 28/II
- Erma EMP
- MP 34
- MP 35
- MP 38
- MP 40
- MP 41
- FG 42
- MP 3008

Mitragliatrici
- VMG 27
- MG 08
- MG 13
- MG 15
- MG 17
- MG 30
- MG 34
- MG 42

Fucili d'assalto
- StG 44
- StG 45
- MKb 42(H)

Fucili a canna liscia
- Sauerdrilling M30

Armi anticarro 
- Panzerfaust
- RPzB 43 "Panzerschreck"
- Panzerbüchse 38
- Panzerbüchse 39
- Sturmpistole

Lanciafiamme
- Flammenwerfer 35
- Einstossflammenwerfer 46
- Flammenwerfer 41

Granate
- M24 Stielhandgranate (frammentazione)
- M39 Stielhandgranate (frammentazione)
- M43 Stielhandgranate (frammentazione)

Lanciagranate
- Schiessbecher (lanciagranate per Karabiner 98k)

Mortai
- 5 cm le-GrW 36
- 8 cm GrW 34
- Kz 8 cm GrW 42
- 12 cm Granatwerfer 42

## Regno di Grecia
Pistole
- Ruby M1914
- Nagant M1895
- Bergmann-Bayard M1908
- FN Mle 1910/22
- M1927

Fucili
- FN M1930 Mauser
- Mannlicher-Schönauer M1903/14/27
- Mannlicher-Schönauer M1904/14/30
- Steyr-Mannlicher M1895/24
- Steyr-Mannlicher M1888
- Lebel Mle 1886
- Berthier Mle 1907/15
- Berthier Mle 1892/16
- Gras Mle 1874
- SMLE N°1 Mk. III

Pistole mitragliatrici
- EPK "Pyrkal"
- Sten
- M1A1 Thompson
- M3 Grease Gun

Mitragliatrici
- Fusil-Mitrailleur "Chauchat" Mle 1915 C.R.S.T.
- Hotchkiss Mle 1922
- Bren
- Hotchkiss Mle 1914
- Hotchkiss Mle 1926
- St. Étienne Mle 1907
- Schwarzlose MG M.07/12

Mortai
- Brandt 60 mm Mle 1935

## Regno di Ungheria
Pistole
- FÉG 37M
- Frommer Stop
- Walther P38
- FÉG 29M
- Frommer Lilliput
- 20M (bengala)
- 42M (bengala)
- 43M (bengala)

Fucili
- FÉG 30M rifle
- FÉG 31M
- FÉG 35M
- FÉG 38M
- Steyr-Mannlicher M1895
- 95M Mannlicher

Pistole mitragliatrici
- Danuvia 39M
- Danuvia 43M
- MP 35

Mitragliatrici
- Solothurn 31M (MG 30)
- Schwarzlose M.07/12
- Madsen M/24
- DP-28
- 34M "Stange" (MG 34)
- 42M "Grunov" (MG 42)
- MG 131

Armi anticarro
- Solothurn S-18/100
- RPzB 43
- Kis Páncélököl (Panzerfaust Klein)
- Nagy Páncélököl (Panzerfaust 30)
- 43M kézi páncéltörő vető (Rocket Launcher, M1/A1)
- 44M kézi páncéltörő vető (RPzB 43)

Granate
- L-28M "Goldmann" (frammentazione)
- 31M "Vesiczky" (frammentazione)
- 36M "Vécsey" (frammentazione)
- 37M "Demeter" (frammentazione)
- 42M "Vecsey" (frammentazione)
- 43M (fumogeno)

## Regno d'Italia
Pistole
- Beretta M23
- Beretta M34
- Beretta M35
- Bodeo M89
- Glisenti M10
- Repetierpistole M.7
- Repetierpistole M1912
- Walther P38

Fucili
- Carcano M91
- Carcano M91/38
- Carcano M41
- Armaguerra M39
- Steyr-Mannlicher M1895

Pistole mitragliatrici
- Beretta MAB 18
- Beretta MAB 38
- FNAB-43
- Villar-Perosa M18
- TZ-45

Mitragliatrici
- Breda M30
- Breda Mod. 5C
- Breda Mod. 5G
- Breda M1937
- Fiat-Revelli M14
- Fiat-Revelli M35
- Breda M31

Mortai
- Mortaio 45/5 M35
- Mortaio 81/14 M35

Armi anticarro
- Panzerfaust 30
- Solothurn S-18/1000
- Solothurn S-18/1100
- Maroszek wz. 35

Granate
- Breda M35
- Breda M42
- SRCM M35
- OTO M35
- OTO M42
- Tipo L

Lanciafiamme
- Lanciafiamme M35
- Lanciafiamme M41
- Lanciafiamme M41A

## Impero giapponese
Pistole
- Luger P08
- Astra 900
- FN Mle 1910
- S&W M3
- Nambu Type 14
- Nambu Type 26
- Nambu Type 94
- Hamada Type
- Sugiura

Fucili
- TERA
- Type 5
- Arisaka Type 30
- Arisaka Type 35
- Arisaka Type 38
- Arisaka Type 44
- Arisaka Type 99
- Type I

Pistole mitragliatrici
- Type 100
- Tokyo Arsenal Model 1927
- Nambu Type 2 (prototipo)
- MP 18/I
- MP 34

Mitragliatrici
- ZB vz. 26
- Type 11
- Type 89
- Type 92 (Lewis)
- MG 15
- Type 96
- Type 97
- Type 99
- Type 92
- Type 1
- Type 3

Armi anticarro
- 20 mm Type 97
- Type 4

Granate
- Type 10 (frammentazione)
- Type 91 (frammentazione)
- Type 97 (frammentazione)
- Type 98 (frammentazione)
- Type 99 (frammentazione)

Lanciafiamme
- Type 93
- Type 100

Lanciagranate
- Type 10
- Type 89

## Repubblica di Lituania
Pistole
- TT-33
- Luger P08
- Nagant M1895
- Mauser C96

Pistole mitragliatrici
- MP 18/I
- MP40
- PPD-40

Fucili
- Mauser m.24L
- Mauser 98
- Gewehr 88
- Pattern 1914 Enfield
- Mosin-Nagant M1891

Mitragliatrici
- ZB vz. 26
- MG 08/15
- Madsen M/24
- MG 08
- PM M1910

## Repubblica d'Estonia
Pistole
- Browning Hi-Power
- Nagant M1895

Fucili
- Mosin-Nagant M1891
- SMLE N°1 Mk. III

Pistole mitragliatrici
- Arsenal M23
- Suomi KP-31
- Carl Gustav m/45

Mitragliatrici
- Madsen M/24
- PM M1910

## Repubblica di Lettonia
Pistole
- Luger P08
- Nagant M1895

Fucili
- Ross Mk. II**
- SMLE N°4 Mk. I
- Mosin-Nagant M1891/30

Pistole mitragliatrici
- Arsenal M23
- Carl Gustav m/45

Mitragliatrici
- Lewis
- Vickers

## Granducato di Lussemburgo
Fucili
- Gewehr 98
- Mauser Karabiner 98k
- Gevär m/96
- Pattern 1914 Enfield
- Ross Mk. II**

Mitragliatrici
- MG 08
- Vickers

## Stati malesi federati
Pistole
- Webley Mk. IV
- M1911
- Browning Hi-Power
- S&W M10 Victory
- Nambu Type 14
- Luger P08

Fucili
- SMLE N°1 Mk. III
- SMLE N°4 Mk. I
- SMLE N°5 Mk. I
- M1 Carbine
- Arisaka Type 38
- Arisaka Type 99

Pistole mitragliatrici
- Owen Machine Carbine
- Sten
- Sterling
- M1928 Thompson
- M3 Grease Gun
- M50 Reising
- MP 40
- MP 18/I
- Type 100

Mitragliatrici
- Bren
- Lewis
- Vickers
- M1917A1 Browning
- M1918 Browning Automatic Rifle
- M1919A4 Browning
- M2HB Browning
- MG 08
- Type 11
- Type 96
- Type 99
- Type 92

Fucili a canna liscia
- Winchester M1897
- Winchester M1912
- Browning Auto-5

Armi anticarro
- PIAT
- Rifle, Anti-Tank, .55 in, Boys

Granate
- Type 97 (frammentazione)
- N°36M Mk. I (frammentazione)
- Mk. 2 (frammentazione)

## Messico
Pistole
- M1911

Fucili
- Mauser M1895
- Mauser M1902
- Mauser M1936
- M1 Garand
- M1 Carbine
- Winchester M1895

Pistole mitragliatrici
- M1A1 Thompson
- M3 Grease Gun

Mitragliatrici
- M1919 Browning
- Hotchkiss Mle 1914
- Mendoza C-1934
- Madsen M/24

## Repubblica Popolare Mongola
Fucili
- Mosin-Nagant M1891

Pistole mitragliatrici
- PPŠ-41
- PPS-43

Mitragliatrici
- PM M1910
- SG-43 Goryunov
- DŠK

## Regno dei Paesi Bassi
Pistole
- FN Mle 1903
- FN Mle 1910/22
- Mauser C96
- Luger P08

Fucili
- Mannlicher M.95
- SMLE N°1 Mk. III
- M1941 Johnson

Pistole mitragliatrici
- MP 28/II
- M1928A1 Thompson

Mitragliatrici
- Schwarzlose M.07/12
- Lewis
- Vickers
- Madsen M/24
- MG 08

Armi anticarro
- Solothurn S-18/1100

## Dominion della Nuova Zelanda
Pistole
- Webley Mk. VI
- Enfield N°2 Mk. I
- Browning Hi-Power

Fucili
- SMLE N°1 Mk. III
- SMLE N°4 Mk. I

Pistole mitragliatrici
- Owen Machine Carbine
- M1A1 Thompson
- Sten

Mitragliatrici
- Charlton Automatic Rifle
- Lewis
- Vickers

Armi anticarro
- Rifle, Anti-Tank, .55 in, Boysa
- PIAT

Granate
- Mills (frammentazione)

## Regno di Norvegia
Pistole
- Colt m/14
- Nagant M1895

Fucili
- Krag-Jørgensen m/98
- SMLE N°1 Mk. III
- Ljungman Ag m/42
- Mauser Karabiner 98k
- Gevär m/96

Pistole mitragliatrici
- Sten

Mitragliatrici
- Madsen M/24
- Madsen M/22
- Colt m/29 (M1917 Browning)
- Hotchkiss Mle 1914

## Seconda Repubblica di Polonia
Pistole
- Nagant M1895
- Pistolet wz. 35 Vis
- TT-33
- Nagant wz. 1932 (Nagant M1895)

Fucili
- kb wz. 98a
- kbk wz. 29
- Mauser Karabiner 98k
- SMLE N°1 Mk. III
- Mosin-Nagant M1891
- Mosin-Nagant M1891/30
- SVT-40
- wz. 1938M
- kbk wz. 91/98/23
- kbk wz. 91/98/25
- kbk wz. 91/98/26

Pistole mitragliatrici
- Sten
- PPS
- PPŠ-41
- Bechowiec-1
- Błyskawica
- wz. 39 "Mors"

Mitragliatrici
- Ckm wz. 30 (M1917 Browning)
- Rkm wz. 1928 (M1918 Browning Automatic Rifle)
- Ckm wz. 32 (M1919 Browning))
- Bren
- DP-28

Armi anticarro
- Maroszek wz.35

Granate
- wz. 33 (frammentazione)
- wz. 24/31 (concussione)

Lanciagranate
- Granatnik wz. 36

Lanciafiamme
- WS-1
- WS-2

Mortai
- wz. 18
- wz. 28
- wz. 18/31
- wz. 32
- wz. 40

## Regno di Romania
Pistole
- Ruby M1914
- TT-33
- Beretta M1934
- Beretta M1935
- Repetierpistole M1912

Fucili
- Steyr-Mannlicher M1895
- ZB vz.24
- Mosin-Nagant M1891
- Mosin-Nagant M1891/30

Pistole mitragliatrici
- Orița M1941
- PPŠ-41
- MP 40
- Beretta MAB 38

Mitragliatrici
- ZB vz. 26
- ZB-30
- MG 34
- PM M1910
- ZB-53

## Unione del Sudafrica
Pistole
- Webley Mk. IV

Fucili
- SMLE N°1 Mk. III
- Rieder Automatic Rifle
- SMLE N°5 Mk. I

Pistole mitragliatrici
- Sten

Mitragliatrici
- Vickers
- Bren

Armi anticarro
- PIAT

## Unione Sovietica
Pistole
- TT-33
- Nagant 1895
- Korovin TK
- Mauser C96
- M1911 (U.S. Lend Lease)

Pistole mitragliatrici
- PPD-34/38
- PPD-40
- PPŠ-41
- PPS-42
- PPS-43
- M50 Reising (U.S. Lend Lease)
- M1 Thompson (U.S. Lend Lease)
- MP 18/I (preda bellica)

Fucili
- Mosin-Nagant M1891
- Mosin-Nagant M1891/30
- Mosin-Nagant M1938
- Mosin-Nagant M1944
- SVT-38
- SVT-40
- Fëdorov Avtomat (uso limitato)
- AVS-36
- AVT-40
- Mauser Karabiner 98k (preda bellica)

Armi anticarro
- PTRD-41
- PTRS-41

Mitragliatrici
- DP-28
- RPD (uso limitato)
- SG-43 Goryunov
- DŠK
- DS-39
- Rkm wz. 1928 (preda bellica)
- PM M1910

Armi anticarro
- Rocket Launcher, M1/A1 (U.S. Lend Lease)
- Panzerfaust (preda bellica)

Granate
- RGD-1 (frammentazione)
- RGD-33 (frammentazione)
- RG-41 (frammentazione)
- RG-42 (frammentazione)
- RPG-40 (anticarro)
- RPG-43 (anticarro)
- RPG-6 (anticarro)
- M1914 (concussione)

Lanciagranate
- Diakonov (lanciagranate per Mosin-Nagant M1891/30)

Lanciafiamme
- ROKS-2
- ROKS-3

## Regno di Svezia
Pistole
- Lahti L-35
- Walther P38

Fucili
- Gevär m/96
- Mauser Karabiner 98k
- Ljungman Ag m/42

Pistole mitragliatrici
- Suomi KP-31
- Carl Gustav m/45
- MP 35
- MP 18/I

Mitragliatrici
- M1917 Browning
- M1918 Browning Automatic Rifle
- M1919 Browning
- M2 Browning
- Kg m/40
- Schwarzlose M.07/12
- Ksp m/42 (M1919 Browning)

Armi anticarro
- Rocket Launcher, M1/A1

## Regno di Tailandia
Pistole
- M1911
- Nambu Type 14

Fucili
- Mauser Type 46 (Gewehr 98)
- Mauser Type 46/66 (Gewehr 98)
- Mauser Type 47 (Gewehr 98)
- Mauser Type 47/66 (Gewehr 98)
- Mauser Type 66 (Arisaka Type 38)
- Arisaka Type 38

Pistole mitragliatrici
- MP 18/I
- Type 100

Mitragliatrici
- Type 66 (Madsen M/24)
- Type 92
- Type 66 (M1917 Browning)

Armi anticarro
- 20 mm Type 97

Granate
- Type 97
- Type 91

## Impero britannico
Pistole
- Webley Mk. VI
- Webley Mk. IV
- Walther PPK (preda bellica)
- Walther P38 (preda bellica)
- Enfield N°2 Mk. I
- Browning Hi-Power
- M1927
- M1911
- Welrod

Fucili
- SMLE N°4 Mk. I
- SMLE N°5 Mk. I
- Martini-Enfield
- Pattern 1914 Enfield
- M1941 Johnson
- De Lisle Carbine
- M1 Carbine
- Marlin M1894
- M1 Garand
- Winchester M1895

Pistole mitragliatrici
- Sten
- Lanchester
- M1928A1 Thompson
- M1A1 Thompson
- Sterling

Mitragliatrici
- M1918 Browning Automatic Rifle
- M1919 Browning
- M2 Browning
- Bren
- Lewis Gun
- Vickers
- Vickers-Berthier

Fucili a canna liscia
- Winchester M1897
- Winchester M12
- Ithaca M37

Armi anticarro
- PIAT
- Rifle, Anti-Tank, .55 in, Boys

Granate
- N°36M Mk. I (frammentazione)
- Grenade, Rifle No°68/AT (anticarro)
- N°69 Mk. I (frammentazione)
- N°76 (incendiaria)
- N°73 AT (anticarro)
- N°74 ST
- Grenade, Hand, Anti-Tank, N°75 (anticarro)
- N°77 (incendiaria)
- No. 82 grenade (anticarro)

Mortai
- Ordnance SBML 2-inch mortar
- Ordnance ML 3-inch Mortar

Lanciafiamme
- Flamethrower, Portable, N°2 "Lifebuoy"

## Stati Uniti d'America
Pistole
- M1903 Pocket Hammerless
- M1911
- M1917
- M1927
- FP-45 "Liberator"

Fucili
- M1 Garand
- M1 Carbine
- M1903 Springfield
- U.S. M1917 Enfield
- M1941 Johnson
- Winchester M70

Pistole mitragliatrici
- M1A1 Thompson
- M3 Grease Gun
- M50 Reising
- United Defense M42 (15,000)

Mitragliatrici
- M1918 Browning Automatic Rifle
- Lewis
- M1917 Browning
- M1919 Browning
- M2HB Browning
- M1941 Johnson

Fucili a canna liscia
- Winchester M1897
- Winchester M12
- Browning Auto-5
- Winchester M1921
- Remington M1931
- Ithaca 37
- Stevens M520A
- Stevens M620A
- IZH-43

Armi anticarro
- Rocket Launcher, M1/A1 "Bazooka"
- Rocket Launcher, M9 "Bazooka"
- M18 57 mm Recoilless Rifle

Lanciafiamme
- M2
- M1A1

Granate
- Mk. 2 (frammentazione)

Lanciagranate
- Rifle Grenade Launcher, M7 (lanciagranate per M1 Garand)

Mortai
- M1
- M2

## Repubblica Socialista Federale di Jugoslavia
Pistole
- Ruby M1914
- FN Mle 1910/22
- Luger P08 (preda bellica)
- TT-33
- Walther P38
- Mauser C96

Fucili
- M24
- Gewehr 98
- kbk wz. 29
- ZB vz. 24
- Mauser Karabiner 98k (preda bellica)
- Steyr-Mannlicher M1895
- Carcano M91

Pistole mitragliatrici
- Erma EMP-35
- MP 40 (preda bellica)
- Beretta MAB 38
- Danuvia 43M (preda bellica)
- Sten
- M1928A1 Thompson
- PPŠ-41
- PPS-43
- Suomi KP-31

Mitragliatrici
- Breda M30
- Breda M37
- Fusil-Mitrailleur "Chauchat" Mle 1915 C.R.S.T.
- Fiat-Revelli Modello 1914
- ZB vz. 26
- MG 42 (preda bellica)
- MG 34 (preda bellica)
- Madsen M/24
- Bren

Granate
- Vasić M 12
- Stielhandgranate M24 (frammentazione)
- Stielhandgranate M39 (frammentazione)

Lanciafiamme
- Flammenwerfer 42

Armi anticarro
- PIAT
- Rocket Launcher, M1/A1 (U.S. Lend Lease)
- Rifle, Anti-Tank, .55 in, Boys